# Trynidad i Tobago na Letnich Igrzyskach Olimpijskich 2012
Trynidad i Tobago na Letnich Igrzyskach Olimpijskich 2012, które odbyły się w Londynie, reprezentowało 30 zawodników.
Był to siedemnasty start reprezentacji Trynidadu i Tobago na letnich igrzyskach olimpijskich.

## Zdobyte medale

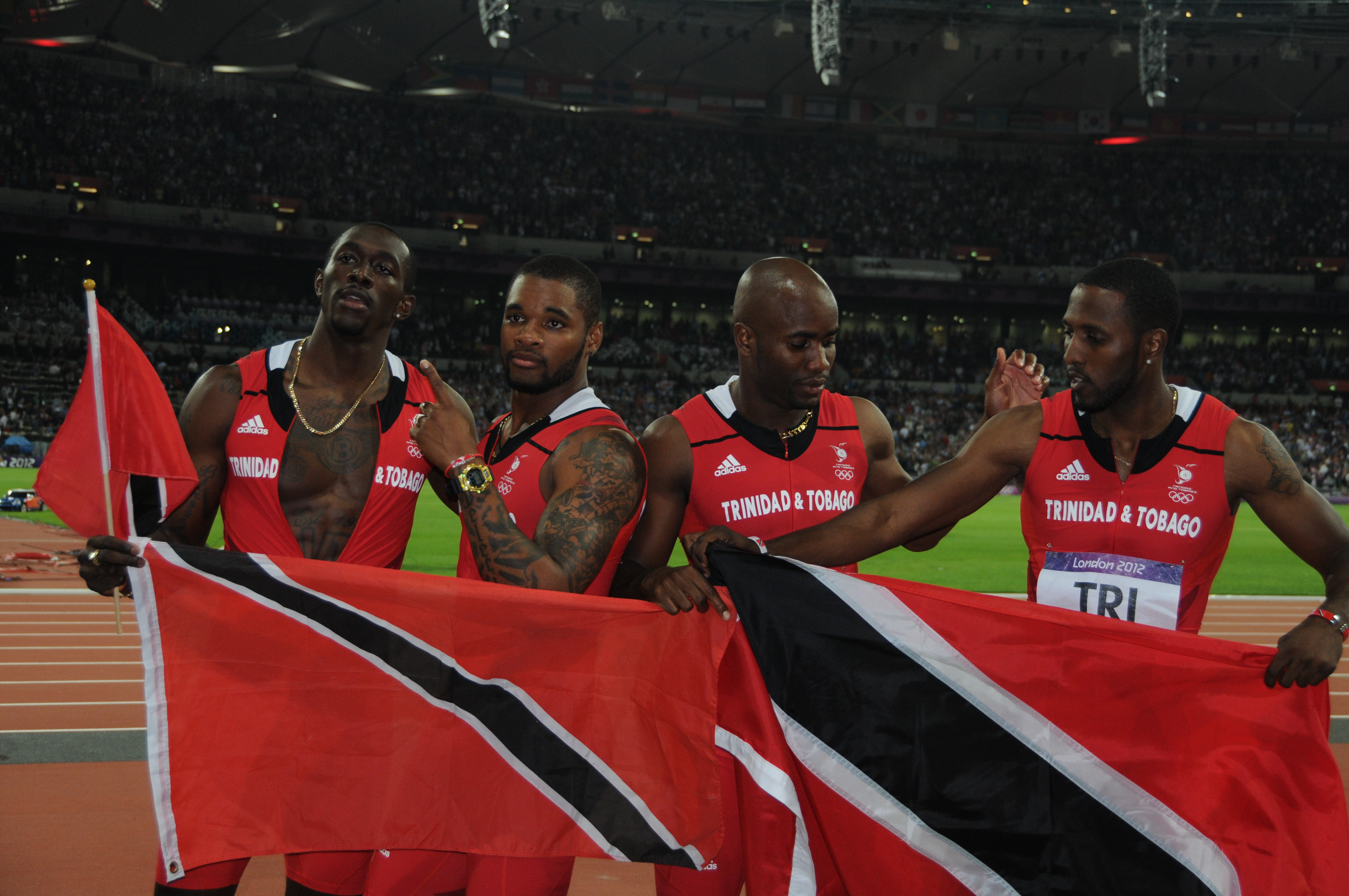
Brązowi medaliści w sztafecie 4 × 100 m

| Medal | Zawodnik                                                      | Dyscyplina    | Konkurencja        | Rezultat | Data        |
| ----- | ------------------------------------------------------------- | ------------- | ------------------ | -------- | ----------- |
| Złoto | Keshorn Walcott                                               | Lekkoatletyka | rzut oszczepem     | 84.58 m  | 11 sierpnia |
| Brąz  | Lalonde Gordon                                                | Lekkoatletyka | bieg na 400 m      | 44.52    | 6 sierpnia  |
| Brąz  | Lalonde Gordon Jarrin Solomon Ade Alleyne-Forte Deon Lendore  | Lekkoatletyka | sztafeta 4 × 400 m | 2:59.40  | 10 sierpnia |
| Brąz  | Keston Bledman Marc Burns Emmanuel Callender Richard Thompson | Lekkoatletyka | sztafeta 4 × 100 m | 38.12    | 11 sierpnia |

## Reprezentanci

### Boks
| Zawodnik      | Konkurencja          | 1/16                   | 1/8              | Ćwierćfinały     | Półfinały        | Finał            | Finał   |
| Zawodnik      | Konkurencja          | Przeciwnik Wynik       | Przeciwnik Wynik | Przeciwnik Wynik | Przeciwnik Wynik | Przeciwnik Wynik | Pozycja |
| ------------- | -------------------- | ---------------------- | ---------------- | ---------------- | ---------------- | ---------------- | ------- |
| Carlos Suárez | papierowa (do 49 kg) | Ferhat Pehlivan P 6-16 | NQ               | NQ               | NQ               | NQ               | NQ      |

### Kolarstwo

#### Kolarstwo torowe
Sprint
| Zawodnik        | Konkurencja       | Kwalifikacje       | Runda 1                | Runda 2                    | Ćwierćfinały                       | Półfinały       | Finał           | Finał   | Mały finał      | Mały finał |
| Zawodnik        | Konkurencja       | Czas Prędkość      | Przeciwnik Czas        | Przeciwnik Czas            | Przeciwnik Czas                    | Przeciwnik Czas | Przeciwnik Czas | Pozycja | Przeciwnik Czas | Pozycja    |
| --------------- | ----------------- | ------------------ | ---------------------- | -------------------------- | ---------------------------------- | --------------- | --------------- | ------- | --------------- | ---------- |
| Njisane Phillip | indywidualnie (m) | 10.202 70 574 km/h | Eddie Dawkins W 10.221 | Robert Förstemann W 10.467 | Dienis Dmitrijew W 10.545 W 10.300 | Jason Kenny P   | —               | —       | Shane Perkins P | 4.         |

Keirin
| Zawodnik        | Konkurencja | Runda 1 | Repesaż | Runda 2 | Finał   |
| Zawodnik        | Konkurencja | Pozycja | Pozycja | Pozycja | Pozycja |
| --------------- | ----------- | ------- | ------- | ------- | ------- |
| Njisane Phillip | mężczyźni   | 5.      | 3. Q    | 4.      | 7.      |

### Lekkoatletyka

#### Kobiety
Konkurencje biegowe
| Zawodniczka                                                                                  | Konkurencja                | Runda 1  | Runda 1 | Runda 2  | Runda 2 | Półfinał | Półfinał | Finał    | Finał   |
| Zawodniczka                                                                                  | Konkurencja                | Rezultat | Pozycja | Rezultat | Pozycja | Rezultat | Pozycja  | Rezultat | Pozycja |
| -------------------------------------------------------------------------------------------- | -------------------------- | -------- | ------- | -------- | ------- | -------- | -------- | -------- | ------- |
| Michelle-Lee Ahye                                                                            | bieg na 100 m              | —        | —       | 11.28    | 24. Q   | 11.32    | 21.      | NQ       | NQ      |
| Kelly-Ann Baptiste                                                                           | bieg na 100 m              | —        | —       | 10.96    | 4. Q    | 11.00    | 7. Q     | 10.94    | 6.      |
| Janeil Bellille                                                                              | bieg na 400 m przez płotki | 57.27    | 31.     | —        | —       | NQ       | NQ       | NQ       | NQ      |
| Semoy Hackett                                                                                | bieg na 100 m              | —        | —       | 11.04    | 9. Q    | 11.26    | 16.      | NQ       | NQ      |
| Semoy Hackett                                                                                | bieg na 200 m              | 22.81    | 13. Q   | —        | —       | 22.55    | 7. q     | 22.87    | 8.      |
| Kai Selvon                                                                                   | bieg na 200 m              | 22.85    | 15. q   | —        | —       | 23.04    | 19.      | NQ       | NQ      |
| Michelle-Lee Ahye Kelly-Ann Baptiste Semoy Hackett Sparkle McKnight Kai Selvon Reyare Thomas | sztafeta 4 × 100 m         | 42.31    | 2. Q    | —        | —       | —        | —        | DNF      | DNF     |

Konkurencje techniczne
| Zawodniczka      | Konkurencja    | Eliminacje | Eliminacje | Finał    | Finał   |
| Zawodniczka      | Konkurencja    | Rezultat   | Pozycja    | Rezultat | Pozycja |
| ---------------- | -------------- | ---------- | ---------- | -------- | ------- |
| Ayanna Alexander | trójskok       | 14.09 m    | 14.        | NQ       | NQ      |
| Cleopatra Borel  | pchnięcie kulą | 18.36 m    | 13.        | NQ       | NQ      |

#### Mężczyźni
Konkurencje biegowe
| Zawodnik                                                                                              | Konkurencja                | Runda 1  | Runda 1 | Runda 2  | Runda 2 | Półfinał | Półfinał | Finał    | Finał   |
| Zawodnik                                                                                              | Konkurencja                | Rezultat | Pozycja | Rezultat | Pozycja | Rezultat | Pozycja  | Rezultat | Pozycja |
| --- | -------------------------- | -------- | ------- | -------- | ------- | -------- | -------- | -------- | ------- |
| Keston Bledman                                                                                        | bieg na 100 m              | —        | —       | 10.13    | 14. Q   | 10.04    | 9.       | NQ       | NQ      |
| Wayne Davis                                                                                           | bieg na 110 m przez płotki | 13.52    | 17. q   | —        | —       | 13.49    | 17.      | NQ       | NQ      |
| Jehue Gordon                                                                                          | bieg na 400 m przez płotki | 49.37    | 18. Q   | —        | —       | 47.96    | 4. Q     | 48.86    | 6.      |
| Lalonde Gordon                                                                                        | bieg na 400 m              | 45.43    | 13. Q   | —        | —       | 44.58    | 1. Q     | 44.52    | brąz    |
| Deon Lendore                                                                                          | bieg na 400 m              | 45.81    | 27.     | —        | —       | NQ       | NQ       | NQ       | NQ      |
| Renny Quow                                                                                            | bieg na 400 m              | DNS      | DNS     | —        | —       | NQ       | NQ       | NQ       | NQ      |
| Rondel Sorrillo                                                                                       | bieg na 100 m              | —        | —       | 10.23    | 26. Q   | 10.31    | 23.      | NQ       | NQ      |
| Rondel Sorrillo                                                                                       | bieg na 200 m              | 20.76    | 34.     | —        | —       | NQ       | NQ       | NQ       | NQ      |
| Mikel Thomas                                                                                          | bieg na 110 m przez płotki | 13.74    | 32.     | —        | —       | NQ       | NQ       | NQ       | NQ      |
| Richard Thompson                                                                                      | bieg na 100 m              | —        | —       | 10.14    | 16. Q   | 10.02    | 8. q     | 9.98     | 7.      |
| Keston Bledman Marc Burns Emmanuel Callender Jamol James (el.) Rondel Sorrillo (el.) Richard Thompson | sztafeta 4 × 100 m         | 38.10    | 5. Q    | —        | —       | —        | —        | 38.12    | brąz    |
| Ade Alleyne-Forte Machel Cedenio (el.) Lalonde Gordon Deon Lendore Renny Quow (el.) Jarrin Solomon    | sztafeta 4 × 400 m         | 3:00.38  | 3. Q    | —        | —       | —        | —        | 2:59.40  | brąz    |

Konkurencje techniczne
| Zawodnik        | Konkurencja    | Eliminacje | Eliminacje | Finał    | Finał   |
| Zawodnik        | Konkurencja    | Rezultat   | Pozycja    | Rezultat | Pozycja |
| --------------- | -------------- | ---------- | ---------- | -------- | ------- |
| Keshorn Walcott | rzut oszczepem | 81.75      | 10. q      | 84.58 m  | złoto   |

### Pływanie
Mężczyźni
| Zawodnik      | Konkurencja           | Eliminacje | Eliminacje | Półfinał | Półfinał | Finał | Finał   |
| Zawodnik      | Konkurencja           | Czas       | Miejsce    | Czas     | Miejsce  | Czas  | Miejsce |
| ------------- | --------------------- | ---------- | ---------- | -------- | -------- | ----- | ------- |
| George Bovell | 50 m st. dowolnym     | 21.77      | 1. Q       | 21.77    | 5. Q     | 21.82 | 7.      |
| George Bovell | 100 m st. dowolnym    | DNS        | DNS        | NQ       | NQ       | NQ    | NQ      |
| George Bovell | 100 m st. grzbietowym | 55.22      | 29.        | NQ       | NQ       | NQ    | NQ      |

### Strzelectwo
| Zawodnik     | Konkurencja                | Kwalifikacje | Kwalifikacje | Finał | Finał   |
| Zawodnik     | Konkurencja                | Wynik        | Pozycja      | Wynik | Pozycja |
| ------------ | -------------------------- | ------------ | ------------ | ----- | ------- |
| Roger Daniel | pistolet pneumatyczny 10 m | 568          | 36.          | NQ    | NQ      |
| Roger Daniel | Pistolet dowolny 50 m      | 539          | 35.          | NQ    | NQ      |

### Żeglarstwo
Mężczyźni
| Zawodnik     | Konkurencja | Wyścig | Wyścig | Wyścig | Wyścig | Wyścig | Wyścig | Wyścig | Wyścig | Wyścig | Wyścig | Wyścig | Punkty | Finałowa pozycja |
| Zawodnik     | Konkurencja | 1      | 2      | 3      | 4      | 5      | 6      | 7      | 8      | 9      | 10     | M*     | Punkty | Finałowa pozycja |
| ------------ | ----------- | ------ | ------ | ------ | ------ | ------ | ------ | ------ | ------ | ------ | ------ | ------ | ------ | ---------------- |
| Andrew Lewis | Laser       | 46     | 43     | 38     | 40     | 29     | 47     | 34     | 46     | 14     | 26     | –      | 315    | 37.              |

M = Wyścig medalowy